# 猛虎紳士録
猛虎紳士録（もうこしんしろく）は、スカイAで放送されている阪神タイガース情報番組である。

## 概要
シーズンオフはほぼ毎週、シーズン中は毎月1回程度の放送。阪神タイガースの月間の戦いぶり、またシーズンオフ期間中は選手や著名人のタイガースファンをゲストに迎え、タイガースの話題について、タイガースOBらと座談を繰りひろげる。
司会はタレントの水野麗奈。コメンテーター（猛虎紳士）は、小山正明、中西太、吉田義男、岡田彰布、中田良弘ら阪神タイガースOBが中心。